# Stary Cykarzew
Stary Cykarzew (daw. Cykarzew Stary) – wieś w Polsce położona w województwie śląskim, w powiecie częstochowskim, w gminie Mykanów.
W latach 1952–1954 miejscowość była siedzibą gminy Cykarzew Stary. W latach 1954–1972 wieś należała i była siedzibą władz gromady Cykarzew Stary. Od 1973 r. w gminie Mykanów. W latach 1975–1998 miejscowość administracyjnie należała do województwa częstochowskiego.